# Okręg wyborczy Woking
Okręg wyborczy Woking powstał w 1950 r. i wysyła do brytyjskiej Izby Gmin jednego deputowanego. Okręg obejmuje miasto Woking w hrabstwie Surrey.

## Deputowani do brytyjskiej Izby Gmin z okręgu Woking
- 1950–1964: Harold Watkinson, Partia Konserwatywna
- 1964–1997: Cranley Onslow, Partia Konserwatywna
- 1997– : Humfrey Malins, Partia Konserwatywna